# Elm (почтовый клиент)
Elm' — утилита с открытым исходным кодом и почтовый клиент для Unix-подобных систем, ставший популярным благодаря тому, что одним из первых стал использовать текстовый интерфейс пользователя. Elm — программа-предшественник Mutt и Pine.

## История
Официальная расшифровка аббревиатуры ELM: An interactive Mail System или Easy Little Mailer.
Программа была задумана и разработана Дэйвом Тейлором в 1986 году, в то время работавшем в Hewlett-Packard, как замена существовавших в то время почтовых клиентов /bin/mail, Berkeley Mail, uumail, NMail использовавшихся в операционной системе Unix. Разработка была поддержана группой энтузиастов Usenet Elm group принявших вместе с исходным кодом эстафету дальнейшего развития программы. В середине 1995 года программа стала терять популярность с появлением альтернативных почтовых клиентов Mutt и Pine, также использующих текстовый пользовательский интерфейс. В конце 1999 года группа выпустила последнее крупное обновление до версии 2.5.0, в которой была решена проблема 2000 года.